# Anisomàstia
L'anisomàstia és una malaltia en la qual hi ha una asimetria o desigualtat severa en la mida dels pits, generalment relacionada amb una diferència de volum; en altres paraules, quan un dels pits és molt més gran que l'altre.
A diferència de l'anisomastia, és freqüent una lleugera asimetria dels pits. L'anisomastia es pot corregir mitjançant l'augment o la reducció quirúrgica dels pits.